# 129061 Karlfortney
129061 Karlfortney è un asteroide della fascia principale. Scoperto nel 2004, presenta un'orbita caratterizzata da un semiasse maggiore pari a 2,9687344 UA e da un'eccentricità di 0,0530736, inclinata di 9,81235° rispetto all'eclittica.